# Halictus asperulus
Halictus asperulus är en biart som beskrevs av Pérez 1895. Halictus asperulus ingår i släktet bandbin, och familjen vägbin. Inga underarter finns listade i Catalogue of Life.